# Andreyevka
Andreyevka (en kazakh : Қызылжар ; en russe : Андреевка) est une ville de l'oblys d'Aktioubé, à l'ouest du Kazakhstan. Il se situe à une altitude de 318 m.